# Calyptocephalella gayi
Calyptocephalella gayi је водоземац из реда жаба (Anura) и фамилије Calyptocephalellidae.

## Угроженост
Ова врста се сматра рањивом у погледу угрожености врсте од изумирања.

## Распрострањење
Врста је присутна у следећим државама: Чиле и Аргентина (непотврђено).

## Станиште
Станиште врсте су слатководна подручја.